# Opalinea
Opalinea је класа једноћелијских ендобионтских протиста, чије су ћелије прекривене хиљадама кратких бичева распоређених у спиралне низове. Напред на вентралној страни тела налази се тзв. фалкс (лат. falx) — два кратка и паралелна срполика низа дугачких бичева. Цитоплазма је јасно диференцирана на ектоплазму и ендоплазму. Поседују најмање два мономорфна једра. Животни циклус је веома сложен и усклађен са животним циклусом домаћина (на пример, полно размножавање је индуковано хормонима домаћина).

## Систематика
Класа Opalinea обухвата један ред (Opalinida) са једном фамилијом (Opalinidae). Родови у овој групи су:
- -{Cepedea
- Opalina
- Protoopalina
- Protozelleriella
- Zelleriella}-